# Чагарниця червонодзьоба

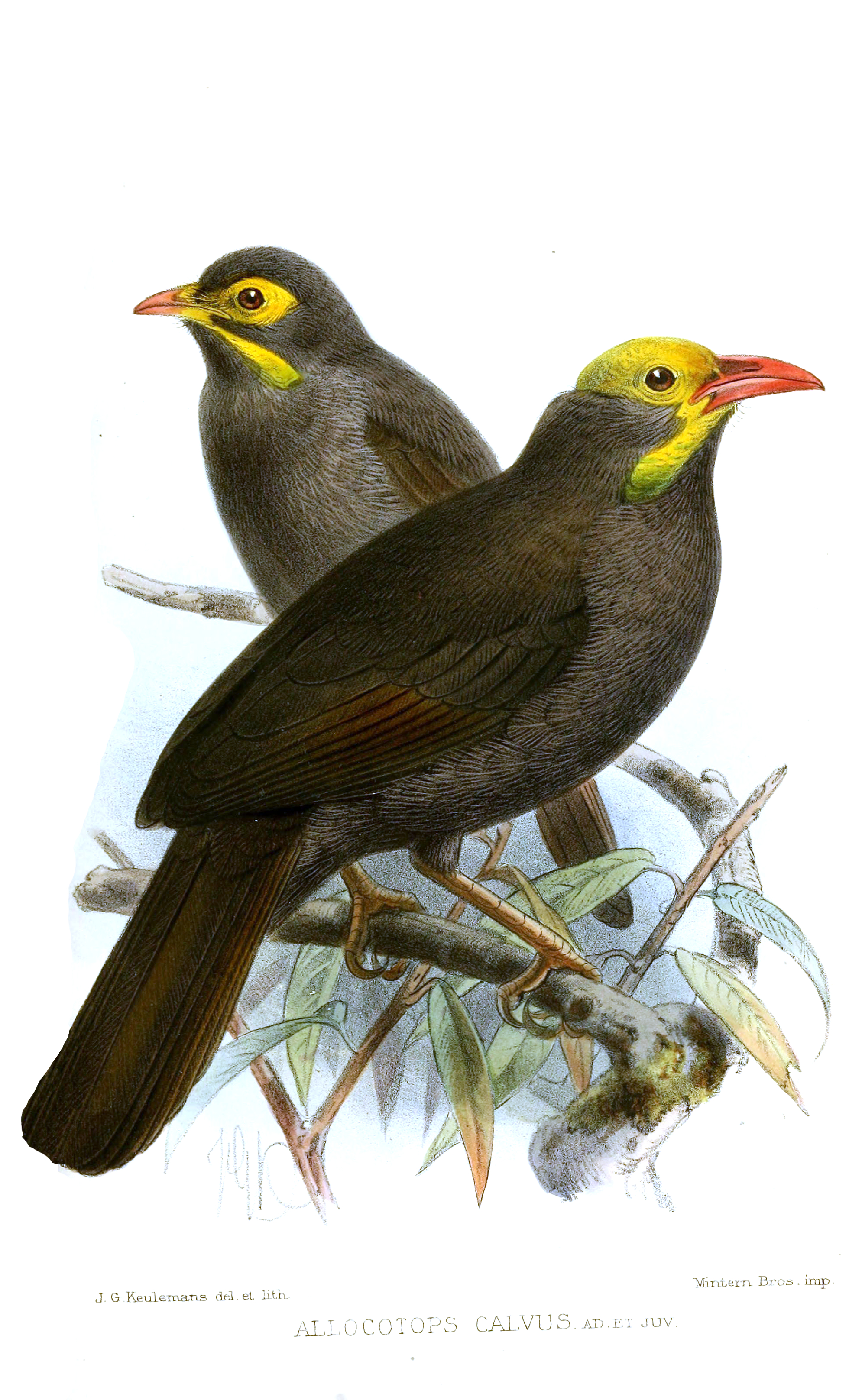
Червонодзьобі чагарниці

Чагарни́ця червонодзьоба (Melanocichla calva) — вид горобцеподібних птахів родини тимелієвих (Timaliidae). Ендемік Калімантану. Раніше вважався підвидом чорної чагарниці.

## Поширення і екологія
Червонодзьобі чагарниці живуть у вологих гірських тропічних лісах Калімантану. Зустрічаються невеликими зграйками. Живляться безхребетними.